# Селендума
Селендума (рос. Селендума) — село (з 1948 по 2005 — селище міського типу) Селенгинського району, Бурятії Росії. Входить до складу Сільського поселення Селендума.
Населення — 2504 особи (2015 рік).